# Street Riders
Street Riders is een urban street racespel op de PlayStation Portable. Er is een hevig wapen gebaseerd gevecht tijdens de races. In totaal zijn er 66 missies, 14 wapens en 30 voertuigen beschikbaar. Het is gebaseerd op de console game, 187 Ride or Die.

## Ontvangst
| Beoordeeld door | Datum         | Score |
| --------------- | ------------- | ----- |
| MAN!AC          | juli 2006     | 70%   |
| Jeuxvideo.com   | 14 april 2006 | 55%   |
| 4Players.de     | 29 maart 2006 | 42%   |